# Born This Way (cançó)
«Born This Way» (en català, «Vaig néixer d'aquesta manera») és una cançó de la cantant Lady Gaga, que forma part de l'àlbum homònim.
Aquesta cançó electropop i pop dance, considerada com el nou himne dels homosexuals, escrita i co-produïda per ella forma part de l'àlbum Born This Way, estrenat el 23 de maig de 2011. Lady Gaga parla sobre l'amor i la igualtat en la societat. També parla que ets com ets, i ningú et pot fer canviar.
La cançó ha rebut moltes crítiques, quasi totes positives i ha estat acusada de copiar Express Yourself de Madonna. Va ser número 1 a iTunes, amb més d'un milió de còpies venudes en quatre dies i va ser número 1 a 23 països. Lady Gaga, d'ençà el llançament de la cançó, va entrar directament al lloc número 1 de la llista Billboard.

## Presentacions i actuacions de la cançó Born This Way
La primera presentació fou als premis MTV 2010, on recollint un dels seus premis va cantar un fragment de la cançó: "I'm beautiful in my way Cause God makes no mistakes. I'm on the right, track, baby I was born this way.", que en català seria "Sóc preciosa a la meva manera perquè Déu no comet pas errors. Estic al bon camí, baby. Vaig néixer a la meva manera."
A principis de 2011 va anar revelant diferents coses de la cançó fins que va dir que el dia 13 de febrer, als premis Grammy 2011, la cantaria en una actuació. L'actuació als Grammy va ser molt original, ja que la cantant va voler expressar el seu naixement des d'un ou. A partir del 13 de febrer de 2011 Lady Gaga va incorporar la cançó a la seva gira The Monster Ball Tour on la canta a la fi de cada concert.

## Vídeo Musical
El vídeo musical de «Born This Way» va ser rodat entre el 22-23-24 de gener del 2011. Va estar escrit per la mateixa Lady GaGa i dirigit per Nick Knight. Es va estrenar el 28 de febrer de 2011. De la coreografia se'n va encarregar la coreògrafa Laurieanne Gibson, que es va referir al vídeo com «una cosa que canviarà vides» i és qui va anunciar als fans de Lady GaGa que hauran d'esperar «el nivell més alt en executar la veu, la música i el ball». A més a més al vídeo, es van fer proves d'accés només per transsexuals, expressant l'explícit suport de la cantant a les minories sexuals.

## Llistes de vendes

Lady Gaga interpretant "Born This Way" per primera vegada, al febrer de 2011, a Atlantic City en la seva gira The Monster Ball Tour.

«Born This way» ha estat una de les cançons amb més èxit de Lady GaGa, ja que ha estat la cançó número 1.000 a arribar al número 1 als Estats Units a més de ser la 19a cançó en debutar al número 1, venent aproximadament 448.000 còpies en 3 dies. Va ser la primera cançó des del 2003 en quedar-se a la posició després d'haver debutat al número 1, i s'hi va quedar durant 6 setmanes. Al Regne Unit es van vendre 61.000 còpies, fent que debutés al número 3, sent aquesta, també, la seva millor posició al país. A Espanya debutà al número1, quedant-s'hi per dues setmanes. Va arribar al número 1 en 20 països, però en 23 llistes, ja que als Estats Units va arribar al número 1 al Hot 100, Hot Dance Club songs, Pop Songs i Radio songs.

## Censura a Malàisia
La cançó de Born This Way ha estat censurada a Malàisia, ja que hi ha un fragment de la lletra de la cançó que diu: «No matter Gay, Straight or bi, lesbian, transgendered life, I'm on the right track baby, I was born to survive», traduïda al català : «No importa ser gai, heterosexual, bisexual, lesbiana o transsexual, estic en el camí correcte, nena, vaig néixer per sobreviure». La censura és deguda al fet que en el país no es prohibit «ofendre» l'espectador amb missatges d'acceptació. No es pot acceptar un estil de vida que «no correspongui amb els valors del país», ja que sinó seran multats pel govern. En una entrevista es va demanar a la cantant que n'opinava, per la qual cosa GaGa respongué:
«No, òbviament no hi estic d'acord amb això, ans al contrari no hauria posat expressament aquestes paraules en una cançó que sabia que estaria al Top 40 de la ràdio. El que jo diria a tots els joves de Malàisia que volen que aquesta cançó soni a la ràdio, el seu treball i el seu deure com a joves és que els escoltin. Han de fer tot el que es pugui per alliberar la seva societat: han d'actuar, no han d'aturar-se, han de protestar (de forma pacífica). No crec en la violència. No crec en la negativitat. No hi ha cap raó per ser despectiu. Només hem de seguir lluitant pel que creiem. No puc dir-te, els cops que m'han trucat de les estacions de televisió [demanant-me] per editar una secció del vídeo i els dic: Llavors, no ho faré. Si no ho voleu tocar, no ho heu de fer. Això és tot.»

## Traducció de la cançó
Si voleu saber què diu exactament la cançó, vegeu-ne la traducció aquí mateix.